# Tecnológico de Artes Débora Arango

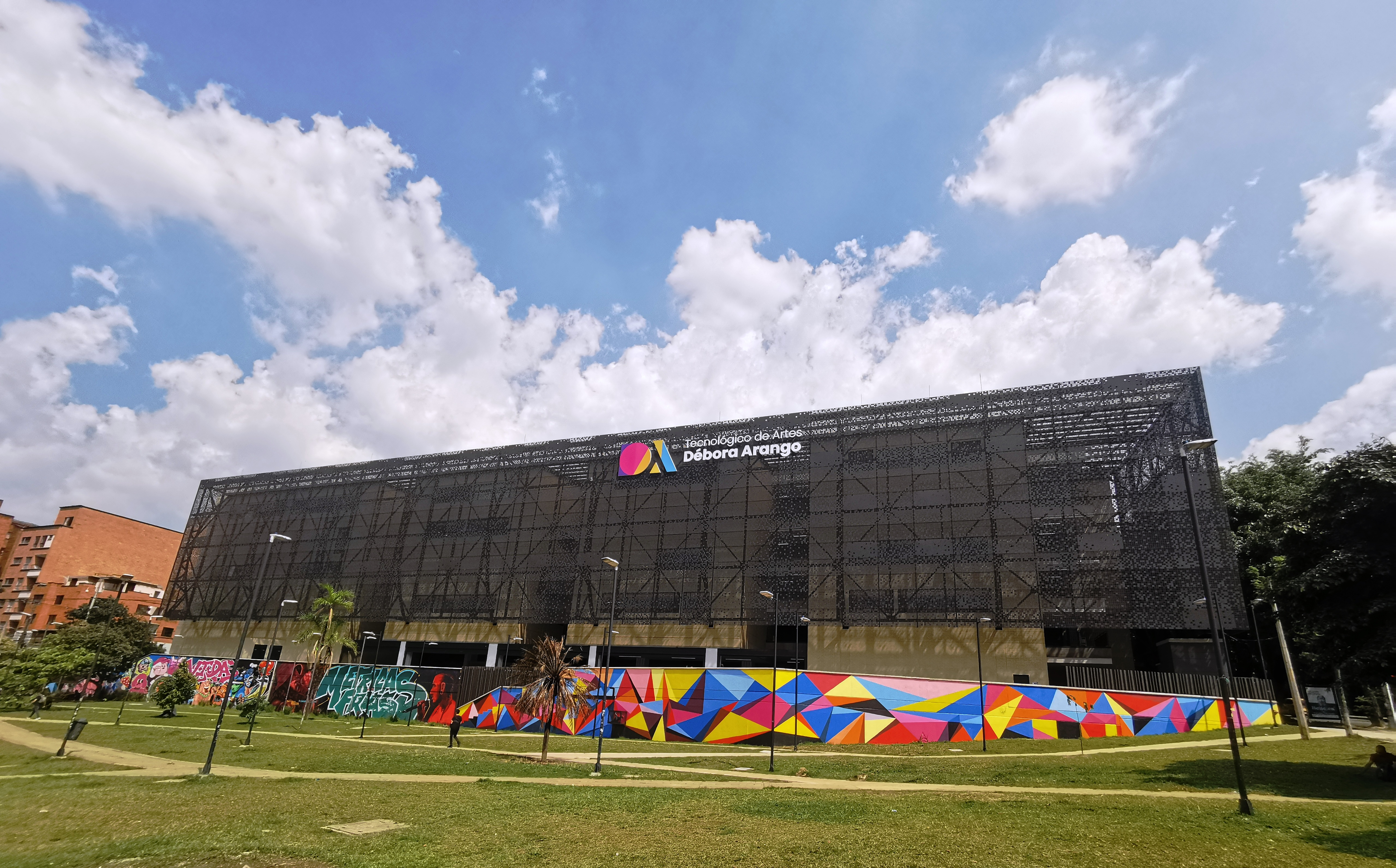
Sede principal Tecnológico de Artes Débora Arango

El Tecnológico de Artes Débora Arango antes Escuela Superior Tecnológica de Artes Débora Arango es una institución de educación superior de carácter público, entidad descentralizada de orden municipal del municipio de Envigado (Colombia), especializada en la formación en prácticas artísticas, creativas y culturales en pregrados en niveles técnicos profesionales, tecnológicos y profesionales universitarios.

## Historia
A mediados de 1994, la directora de la Casa de la Cultura “Miguel Uribe Restrepo”, Amalia Gómez Restrepo, convocó a un grupo de profesores para socializar y materializar una propuesta de formación artística de mayor trascendencia.
El diagnóstico que se realizó por parte de los fundadores permitió saber que Envigado tenía un pasado cultural y que casi todos sus artistas eran empíricos. Asimismo, dio a conocer que en el contexto del sur del Valle del Aburra, la única institución cuyo objeto es la formación artística era la Escuela Eladio Vélez en el Municipio de Itagüí. Por su parte, el Municipio de Medellín contaba con la EPA (Escuela Popular de Arte), que tenía como eje de formación el folclor colombiano, Bellas Artes y la Universidad de Antioquia, de las cuales el perfil ha sido la Escuela Clásica. 
Partiendo del legado cultural del Municipio y de las experiencias adquiridas por el grupo de fundadores se inicia un proyecto de educación no formal en el campo de las artes con una orientación artística y formativa más amplia en lo popular, clásico y universal.
Esta primera etapa que estuvo asesorada por el maestro Héctor Fabio Torres, músico compositor del conservatorio de Caldas, dio origen a la que se llamó Escuela de Artes Ciudad de Envigado. La Escuela en sus inicios compartió los espacios de la Casa de la Cultura Miguel Uribe Restrepo y del Colegio Femenino de Envigado. Durante los años 96 y 97, se contó con una sede en el sector de Zúñiga, para el periodo 98-2000, la Escuela estuvo ubicada en la sede actual del CEFIT, entidad con la cual llegó a compartir espacios. A partir del 2001, los programas y la administración de la Escuela fueron ubicados en la calle 39 Sur con la Carrera 39 en las instalaciones donde hasta ese entonces estuvo ubicado el Liceo Comercial. 
La necesidad de formalizar este proceso y de lograr para los egresados un reconocimiento de sus saberes con adecuadas posibilidades de interacción en el mercado laboral, lleva a que la Administración Municipal inicie un proceso para el reconocimiento de la entidad como institución de educación superior, situación que se hace posible a partir de la aprobación del proyecto mediante resolución 1592/03 del Ministerio de Educación Nacional y el Acuerdo No 038 del 25 de septiembre de 2003 expedido por el Honorable Concejo Municipal de Envigado, constituyendo el establecimiento público de educación superior denominado Escuela Superior Tecnológica de Artes Débora Arango.
En el año 2009 esta propuesta pionera en el país, en coherencia con los retos propios de la globalización, diseña un currículo por competencias y ciclos propedéuticos, que responde a las demandas del sector productivo en el contexto de las industrias creativas y culturales,  cumpliendo con las condiciones exigidas por el Ministerio de Educación Nacional para el otorgamiento de Registro Calificado para los programas técnicos profesionales y tecnológicos en artes musicales, visuales y escénicas, con lo cual se inserta en una ruta de autoevaluación permanente y mejoramiento continuo, en torno a la calidad académica y de gestión administrativa.
En febrero de 2023 se inaugura la nueva sede en el barrio Alcalá de Envigado, contigua a la Biblioteca Pública y Parque Cultural Débora Arango.

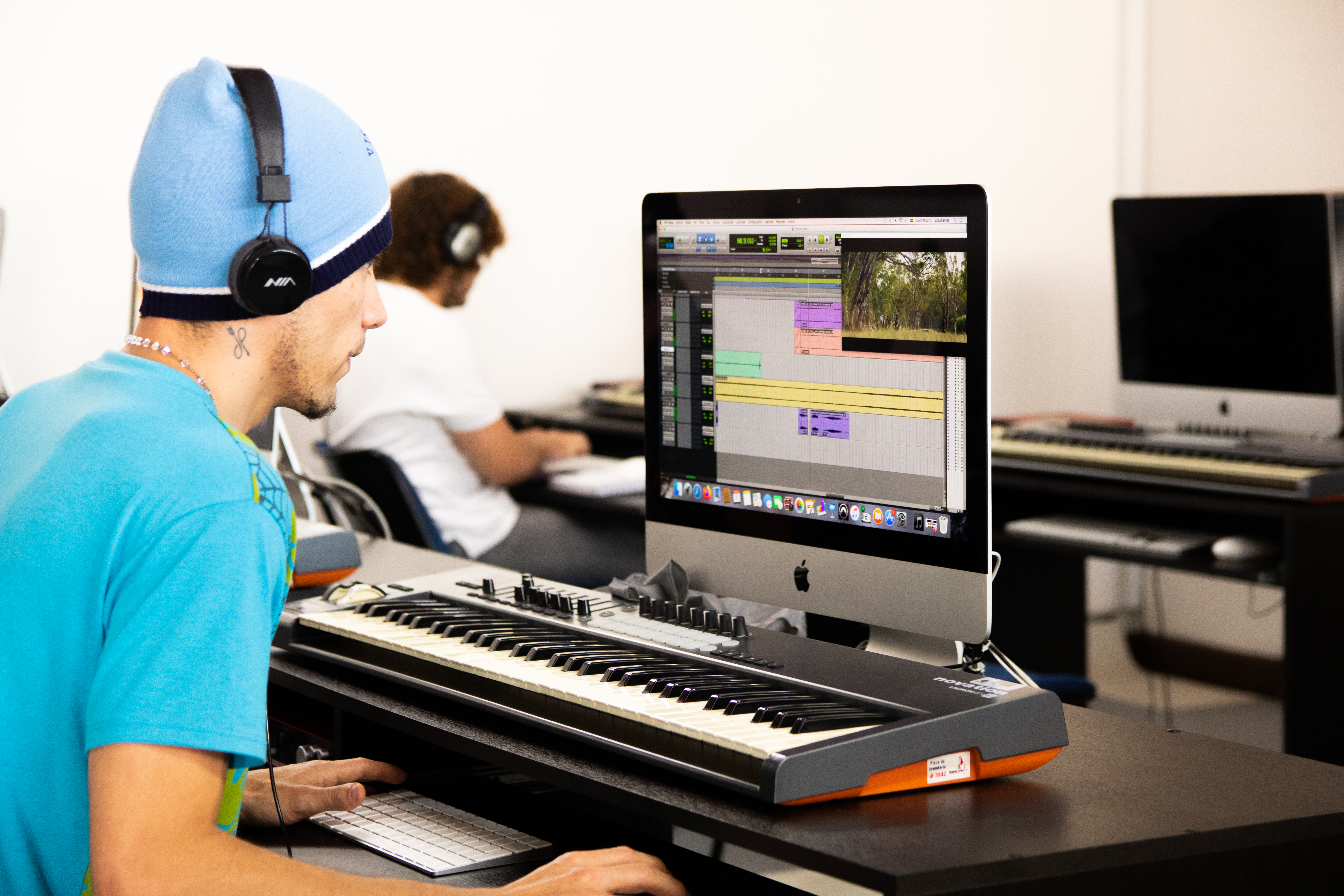
Aula MIDI, Escuela Superior Tecnológica de Artes Débora Arango. Envigado, Antioquia.